# 土岐頼充
土岐 頼充（とき よりみつ）は、戦国時代の大名で美濃国の守護大名である。土岐頼武の嫡男で、母は朝倉貞景の三女。妻は斎藤道三の娘。諱は頼純または政頼とされることがあるが、書状に見える本人の署名は頼充である（後述）。

## 生涯
大永4年（1524年）、土岐頼武の嫡男として誕生。『実隆公記』大永4年11月15日条に三条西実隆が土岐氏の男子誕生を祝し太刀を贈っている事が見える。
父・頼武はその弟・頼芸と土岐氏家督を争っており、大永5年（1525年）に美濃で争乱が発生し、斎藤利良が戦死し、頼武は没落した（『于恒宿禰記』）。頼武はこの後ほどなく死去したと考えられており、頼充が土岐氏惣領世襲の土岐次郎の名乗りを継いだ。
天文4年（1535年）、長良川の洪水を契機に頼充は美濃復帰を図り、六角氏・朝倉氏の支援を受けた頼充と頼芸・斎藤道三との間で、多数の寺院が焼亡する大乱が発生した。翌天文5年（1536年）には、頼充方の斎藤彦九郎（宗雄）が別府城（岐阜県瑞穂市）を攻めている（『天文日記』天文5年9月19日条）。
天文6年（1537年）以降、徐々に戦乱は終息に向かい、仁岫宗寿は天文8年（1539年）正月の偈で兵乱の収束を祝している。その過程で頼芸と六角定頼との同盟が成立している。このときの和睦内容に関する史料はないが、頼充が頼芸の後継者となるというものだったと推測される。
天文12年（1543年）、斎藤道三が頼充の大桑城を攻め、頼充は尾張国へ逃亡している。このとき頼芸が道三方の立場だったのか、中立だったのかは史料がないが、その後の経過などから頼芸・道三と頼充との間で家督継承時期についての軋轢が生じたことが原因と推察される。
頼充は尾張斯波氏・織田氏に加え、前回同様朝倉氏・六角氏と連携して再度帰国を目指したが、頼芸との同盟が成立していた六角氏は助力しなかった。天文13年（1544年）9月、越前・尾張の支援を受けた頼充は美濃へ侵攻。朝倉軍は朝倉宗滴が総大将となり、9月19日に赤坂（大垣市）で斎藤軍を破り、22日には稲葉山城下へ攻め込んだ。尾張勢の織田信秀も稲葉山城下に攻め寄せたものの、9月22日に反撃に出た道三に大敗し尾張へ撤退した。この敗北により朝倉軍も越前へ引き揚げることとなり、頼充は撤退を余儀なくされた。
天文15年（1546年）、再び頼充と頼芸・道三との間で和議が成立し、頼充の美濃帰国が実現する。このときの和議条件は、頼芸の家督を頼充が継ぐというものだったとみられるが、実際に頼充が守護に就いたことは確認できないことから、将来の譲渡を約束したものと考えられる。和議条件には道三の娘を頼充に嫁がせるというものもあり、これによって道三の土岐家中における地位は上昇した。
天文16年（1547年）11月17日、頼充は24歳で死去。若年の頼充の死去については、『信長公記』で道三が娘婿とした「次郎」（ただし頼芸子とする）を毒殺したと記述されるように、道三の関与が疑われる。他方、六角定頼による「六角承禎条書」では道三が婿とした「次郎殿」の早世後にその兄弟を毒殺したことが記述されているが、頼充本人については自然死という扱いがされており、条書が書かれた時点で頼芸も六角氏の庇護下にあったことから頼芸の認識も自然死であり、頼充の死は実際に病死であったと木下聡は推測している。

## 政頼・頼純について
『濃飛両国通史』が掲げる土岐系図では、土岐政房の子で頼芸の兄を政頼、没年月日を天文16年11月17日、享年を49、法号を南泉寺殿玉岑玄珪としている。しかし仁岫宗寿による葬儀の際の法語では没年齢は24歳であると判明する。逆算すると生年が政房の没年である永正16年（1519年）と合わなくなるため、政房の実子ではないこととなる。横山住雄は、頼武・政充父子が1人に合成されているとみて、頼純はその俗称であるとしている。

## 登場作品
- 麒麟がくる -　令和2年（2020年）NHK大河ドラマ、演：矢野聖人[27]。

## 関連人物
- 土岐隼一（声優） - 土岐頼純の末裔であると明らかにしている[28]。